# Ingemar Haraldsson
Ingemar Haraldsson (3 de fevereiro de 1928 - março de 2004) foi um futebolista sueco. Ele competiu na Copa do Mundo FIFA de 1958, sediada na Suécia, na qual a seleção de seu país foi a vice-campeã.